# Scotney Castle
Scotney Castle är ett slott i Storbritannien.   Det ligger i grevskapet Kent och riksdelen England, i den sydöstra delen av landet, 60 km sydost om huvudstaden London. Scotney Castle ligger 64 meter över havet.
Terrängen runt Scotney Castle är platt. Runt Scotney Castle är det tätbefolkat, med 257 invånare per kvadratkilometer. Närmaste större samhälle är Royal Tunbridge Wells, 11,0 km väster om Scotney Castle. Trakten runt Scotney Castle består i huvudsak av gräsmarker.